# Racomitrium cucullatulum
Racomitrium cucullatulum là một loài Rêu trong họ Grimmiaceae. Loài này được Broth. mô tả khoa học đầu tiên năm 1929.